# Dmytro Riznyk
Dmytro Riznyk (Poltava, 30 de enero de 1999) es un futbolista ucraniano que juega en la demarcación de portero para el FC Shakhtar Donetsk de la Liga Premier de Ucrania.

## Selección nacional
Tras jugar en varias categorías inferiores de la selección, finalmente hizo su debut con la selección de fútbol de Ucrania el 20 de junio de 2023 en un partido amistoso contra Bulgaria que finalizó con un resultado de empate a uno tras el gol de Radoslav Kirilov para Bulgaria, y de Taras Stepanenko para el combinado ucraniano.

## Clubes
| Club                | País    | Año       | Partidos | Goles |
| ------------------- | ------- | --------- | -------- | ----- |
| FC Vorskla Poltava  | Ucrania | 2016-2023 | 80       | 0     |
| FC Shakhtar Donetsk | Ucrania | 2023-     | 75       | 0     |

## Palmarés

### Títulos nacionales
| Título                  | Club                | País    | Año  |
| ----------------------- | ------------------- | ------- | ---- |
| Liga Premier de Ucrania | FC Shakhtar Donetsk | Ucrania | 2024 |
| Copa de Ucrania         | FC Shakhtar Donetsk | Ucrania | 2024 |
| Copa de Ucrania         | FC Shakhtar Donetsk | Ucrania | 2025 |

### Títulos internacionales
| Título                        | Club (*)       | País    | Año  |
| ----------------------------- | -------------- | ------- | ---- |
| Copa Mundial de Fútbol Sub-20 | Ucrania sub-20 | Polonia | 2019 |

(*) Incluyendo la selección.